# Jonathan Nordbotten
Jonathan Nordbotten (Lørenskog, 14 luglio 1989) è un ex sciatore alpino norvegese.

## Biografia
Slalomista puro attivo dal dicembre del 2004, Nordbotten ha debuttato in Coppa Europa il 7 febbraio 2006 a Ordino-Arcalís in slalom speciale, senza concludere la prima manche. Nella stagione 2010-2011 ha gareggiato prevalentemente in Nor-Am Cup, esordendo il 27 novembre a Loveland (senza concludere la prima manche), ottenendo la prima vittoria, nonché primo podio, a Panorama il 16 dicembre e terminando la stagione vincendo la classifica di specialità e piazzandosi 7º in quella generale. Ha debuttato in Coppa del Mondo l'8 dicembre 2011 a Beaver Creek, senza concludere la gara; il 26 novembre 2013 ha ottenuto a Loveland l'ultima vittoria in Nor-Am Cup. Ai Mondiali di Vail/Beaver Creek 2015, suo esordio iridato, non ha terminato la prova; sempre nel 2015 ha ottenuto l'ultimo podio in Nor-Am Cup, il 27 novembre a Jackson (2º), e, il 16 dicembre a Obereggen, ha conquistato il primo podio in Coppa Europa (3º). Ai Mondiali di Sankt Moritz 2017 si è classificato 13º. 
Il 10 dicembre 2017 ha ottenuto a Val-d'Isère il miglior piazzamento in Coppa del Mondo (5º) e ai successivi XXIII Giochi olimpici invernali di Pyeongchang 2018, sua unica presenza olimpica, ha vinto la medaglia di bronzo nella gara a squadre e non ha completato lo slalom speciale; l'anno dopo ha conquistato la prima vittoria in Coppa Europa, il 5 febbraio a Gstaad, e ha preso parte ai Mondiali di Åre, sua ultima presenza iridata, dove è stato 23º. Il 28 febbraio 2021 ha conquistato a Oberjoch l'ultima vittoria, nonché ultimo podio, in Coppa Europa; ha disputato la sua ultima gara in Coppa del Mondo il 14 marzo successivo a Kranjska Gora, senza completare la prova, e si è ritirato al termine di quella stessa stagione 2020-2021. La sua ultima gara in carriera è stata quella dei Campionati norvegesi 2021, disputata il 17 aprile a Oppdal e chiusa da Nordbotten al 5º posto.

## Palmarès

### Olimpiadi
- 1 medaglia:
  - 1 bronzo (gara a squadre a Pyeongchang 2018)

### Coppa del Mondo
- Miglior piazzamento in classifica generale: 46º nel 2018

### Coppa Europa
- Miglior piazzamento in classifica generale: 33º nel 2019
- 7 podi:
  - 3 vittorie
  - 2 secondi posti
  - 2 terzi posti

#### Coppa Europa - vittorie
| Data             | Località      | Paese    | Specialità |
| ---------------- | ------------- | -------- | ---------- |
| 5 febbraio 2019  | Gstaad        | Svizzera | SL         |
| 12 marzo 2019    | Kranjska Gora | Slovenia | SL         |
| 28 febbraio 2021 | Oberjoch      | Germania | SL         |

Legenda:

SL = slalom speciale

### Nor-Am Cup
- Miglior piazzamento in classifica generale: 7º nel 2011 e nel 2012
- Vincitore della classifica di slalom speciale nel 2011
- 11 podi:
  - 7 vittorie
  - 4 secondi posti

#### Nor-Am Cup - vittorie
| Data             | Località       | Paese       | Specialità |
| ---------------- | -------------- | ----------- | ---------- |
| 16 dicembre 2010 | Panorama       | Canada      | SL         |
| 4 gennaio 2011   | Val Saint-Côme | Canada      | SL         |
| 16 dicembre 2011 | Panorama       | Canada      | SL         |
| 24 novembre 2012 | Loveland       | Stati Uniti | SL         |
| 17 marzo 2013    | Calgary        | Canada      | SL         |
| 25 novembre 2013 | Loveland       | Stati Uniti | SL         |
| 26 novembre 2013 | Loveland       | Stati Uniti | SL         |

Legenda:

SL = slalom speciale

### Campionati norvegesi
- 7 medaglie[2]:
  - 1 oro (slalom speciale nel 2010)
  - 5 argenti (slalom speciale nel 2006; slalom speciale, combinata[senza fonte] nel 2007; slalom speciale nel 2008; discesa libera nel 2009)
  - 1 bronzo (supercombinata nel 2009)